# Římskokatolická farnost Kováň
Římskokatolická farnost Kováň (lat. Kovana) je církevní správní jednotka sdružující římské katolíky na území obce Kováň a v jejím okolí. Organizačně spadá do mladoboleslavského vikariátu, který je jedním z 10 vikariátů litoměřické diecéze. Centrem farnosti je kostel svatého Františka z Assisi v Kováni.

## Historie farnosti
Starobylá středověká farnost (plebánie) zanikla během husitských válek. První zmínka o kostele sv. Františka z Assisy v Kováni pochází z roku 1352. Nově barokně byl vystavěn v letech 1751–1757. Farnost byla obnovena roku 1723. Od tohoto roku jsou také zachovány matriky. Od 2. poloviny 20. století je farnost spravována z jiných farností. Od 1. března 2015 je administrována excurrendo z Bělé pod Bezdězem.

### Duchovní správcové vedoucí farnost
Začátek působnosti jmenovaného v duchovní správě farnosti od:
- 1409 Bohuš de Kowan
- 1684 Georgius Czermak
- 1703 Victor Zádolský
- 1723 Joannes Dwořak, n. Choznensis, † 25. 5. 1732
- x. 10. 1732 Joannes Kunkl, n. Westphalus
- 28. 3. 1736 Antonius Sauersig, n. Prag
- x. 10. 1741 Wenceslaus Cippelius
- x. 6. 1743 Joannes Fritz, n. Benatecensis
- 5. 11. 1752 Laur. Bodl, n. 11. 8. 1706 Prag., o. 1731, † 6. 11. 1795
- 1794 Franc. Knobloch, n. Rozensis, † 25. 5. 1804
- 23. 8. 1804 Wenc. Samoelis, n. 10. 9. 1763 Neoboleslav, o. 10. 8. 1788, † 26. 12. 1832
- 26. 4. 1833 Karel Alois Vinařický (Winarzicky), farář, n. 24. 1. 1803 Slaný, o. 21. 9. 1825, † 3. 2. 1869
- 1850 Franc. Tellesch, n. 18. 8. 1819 Prag, o. 29. 7. 1845
- 3. 10. 1850 Mart. Scheinoha, n. 15. 10. 1801 Novodom., o. 14. 8. 1825, † 19. 11. 1859
- 26. 4. 1860 Matth. Wogjk, n. 19. 9. 1809 Sedlicens., o. 25. 7. 1836, † 10. 10. 1882
- 1882 par. vacat, admin. int. Josef Bachor
- 1. 2. 1883 Ignat. Salat, n. 10. 11. 1842 Radnic., o. 31. 7. 1867, † 7. 9. 1891
- 1892 par. vacat, admin. int. Car. Ditrich
- 11. 2. 1892 Vinc. Nápravník, n. 9. 9. 1838 Česlicennsis, o. 30. 7. 1868, † 8. 6. 1919
- 28. 7. 1909 Josef Kuška, n. 24. 2. 1873 Zdice, o. 14. 7. 1895, † 25. 1. 1953
- 21. 1. 1953 Josef Slavík
- 1. 5. 1953 Jan Surý
- 1. 10. 1956 Jos. Kováčik
- 1. 6. 1958 Josef Hendrich
- 1. 6. 1959 František Procházka
- 1. 9. 1961 František Kobr
- 1. 7. 1965 Milan Martinásek
- 1. 2. 1990 Tomáš Kuba
- 1. 1. 1993 Václav Hlouch
- 1. 1. 1995 Antonín Audy
- 1. 7. 2003 Jozef Piroh
- 1. 7. 2006 Bohuslav Bártek, admin. exc.
- 12. 2. 2015 Stanislav Přibyl, CSsR, admin. exc. z Litoměřic
- 1. 3. 2015 Kamil Škoda, admin. exc. z Bělé pod Bezdězem
  - 1. 7. 2015 Luděk Téra, trvalá jáhenská služba[5][6]

Kromě kněží stojících v čele farnosti, působili ve farnosti v průběhu její historie i jiní kněží. Většinou pracovali jako farní vikáři, kaplani, katecheté, výpomocní duchovní aj.

## Území farnosti
Do farnosti náleží území obce:
- Katusice
- Kováň
- Spikaly
- Krásná Ves

## Římskokatolické sakrální stavby a místa kultu na území farnosti
| | Fotografie     | Stavba                                          | Místo          | Bohoslužby                      | Zeměpisné souřadnice                                              | Status                     | Číslo kulturní památky |
| Kostely a fara | Kostely a fara | Kostely a fara                                  | Kostely a fara | Kostely a fara                  | Kostely a fara                                                    | Kostely a fara             | Kostely a fara |
| --- | -------------- | ----------------------------------------------- | -------------- | ------------------------------- | ----------------------------------------------------------------- | -------------------------- | --- |
| 1. |                | Kostel sv. Františka z Assisi                   | Kováň          | bližší informace o bohoslužbách | severozápadní část vsi 50°25′27″ s. š., 14°46′40″ v. d.           | farní kostel               | 33257/2-1612 (Pk•MIS•Sez•Obr•WD) (Q24237156) |
| 2. |                | Kostel Nanebevzetí Panny Marie                  | Katusice       | bližší informace o bohoslužbách | severní strana návsi 50°26′47″ s. š., 14°46′45″ v. d.             | filiální kostel            | 36606/2-3597 (Pk•MIS•Sez•Obr•WD) (Q24755283) |
| 3. |                | Fara s pamětní deskou Karla Aloise Vinařického  | Kováň          | —                               | Kováň 9 50°25′26″ s. š., 14°46′38″ v. d.                          | bývalé sídlo farního úřadu | 16121/2-1613 (Pk•MIS•Sez•Obr•WD) (Q31208159) |
| Kaple |                |                                                 |                |                                 |                                                                   |                            | |
| 4. |                | Kaple sv. Prokopa                               | Spikaly        | bližší informace o bohoslužbách | uprostřed obce 50°26′8″ s. š., 14°46′3″ v. d.                     | obecní kaple               | — |
| 5. |                | Výklenková kaple se sochou sv. Jana Nepomuckého | Kováň          | bohoslužby příležitostně        | na jihu obce 50°25′22″ s. š., 14°46′43″ v. d.                     | výklenková kaple           | — |
| Venkovní kříže a sochy |                |                                                 |                |                                 |                                                                   |                            | |
| 6. |                | Venkovní kříž                                   | Spikaly        | bohoslužby příležitostně        | před domem čp. 24 50°26′6″ s. š., 14°46′2″ v. d.                  | obecní krucifix            | — |
| 7. |                | Venkovní kříž                                   | Kováň          | bohoslužby příležitostně        | u hostince 50°25′25″ s. š., 14°46′40″ v. d.                       | obecní krucifix            | — |
| 8. |                | Venkovní kříž                                   | Kováň          | bohoslužby příležitostně        | u kostela, vedle domu čp. 55 50°25′28″ s. š., 14°46′42″ v. d.     | obecní krucifix            | — |
| 9. |                | Socha sv. Jana Nepomuckého                      | Katusice       | bohoslužby příležitostně        | náves 50°26′45″ s. š., 14°46′43″ v. d.                            | socha                      | 38018/2-1583 (Pk•MIS•Sez•Obr•WD) (Q37341547) Socha z méně kvalitního jílovito-vápnitého jemnozrnného pojizerského pískovce z roku 1727. Autor J. J. Jelínek z Kosmonos. |
| Hřbitovy |                |                                                 |                |                                 |                                                                   |                            | |
| 10. |                | Hřbitov                                         | Kováň          | bohoslužby příležitostně        | u kostela sv. Františka z Assisi 50°25′28″ s. š., 14°46′39″ v. d. | farní hřbitov              | 33257/2-1612 (Pk•MIS•Sez•Obr•WD) (Q24237156) |
| 11. |                | Hřbitov                                         | Katusice       | bohoslužby příležitostně        | na severním okraji obce 50°26′58″ s. š., 14°46′53″ v. d.          | farní hřbitov              | — |
| Některé drobné sakrální stavby a pamětihodnosti lze dohledat zde v databázi Drobné sakrální památky Zaniklé sakrální stavby lze dohledat zde v databázi Poškozené a zničené kostely, kaple a synagogy v České republice |                |                                                 |                |                                 |                                                                   |                            | |

Ve farnosti se mohou nacházet i další drobné sakrální stavby, místa římskokatolického kultu a pamětihodnosti, které neobsahuje tato tabulka.